# Roncq
Roncq (Ronk en néerlandais) est une commune française, située dans le département du Nord en région Hauts-de-France. Elle fait partie de la Métropole européenne de Lille.
C'est dans cette commune qu'a été ouvert le premier hypermarché Auchan de France en 1961.

## Géographie

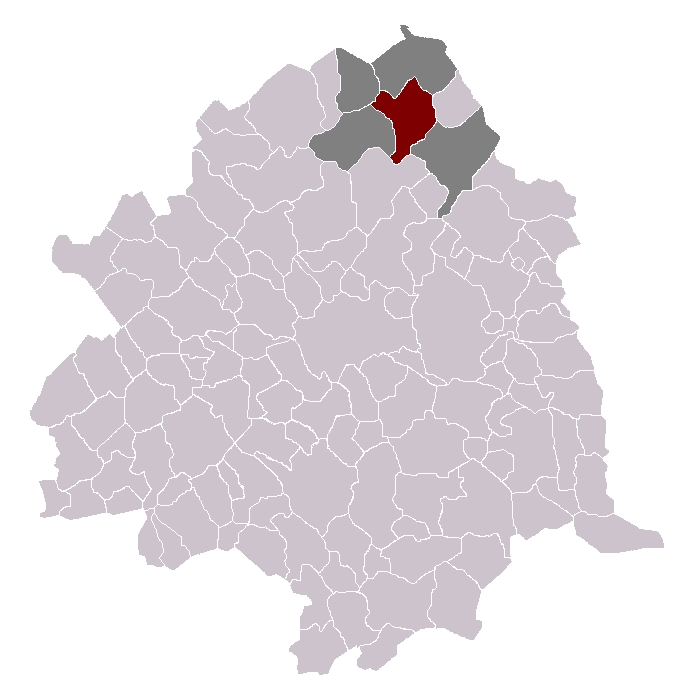
Roncq dans son canton et son arrondissement

Roncq se situe au Nord de la métropole lilloise, et est limite de Bondues, Linselles, Bousbecque, Halluin, Neuville-en-Ferrain ou Tourcoing.

### Communes limitrophes
| Bousbecque | Halluin |                     |
| Linselles  | Roncq   | Neuville-en-Ferrain |
|            | Bondues | Tourcoing           |

### Hydrographie

#### Réseau hydrographique
La commune est située dans le bassin Artois-Picardie. Elle est drainée par la Becque de Neuville, le ruisseau Riez, la Becque, le ruisseau du Clinquet et un autre petit cours d'eau,.

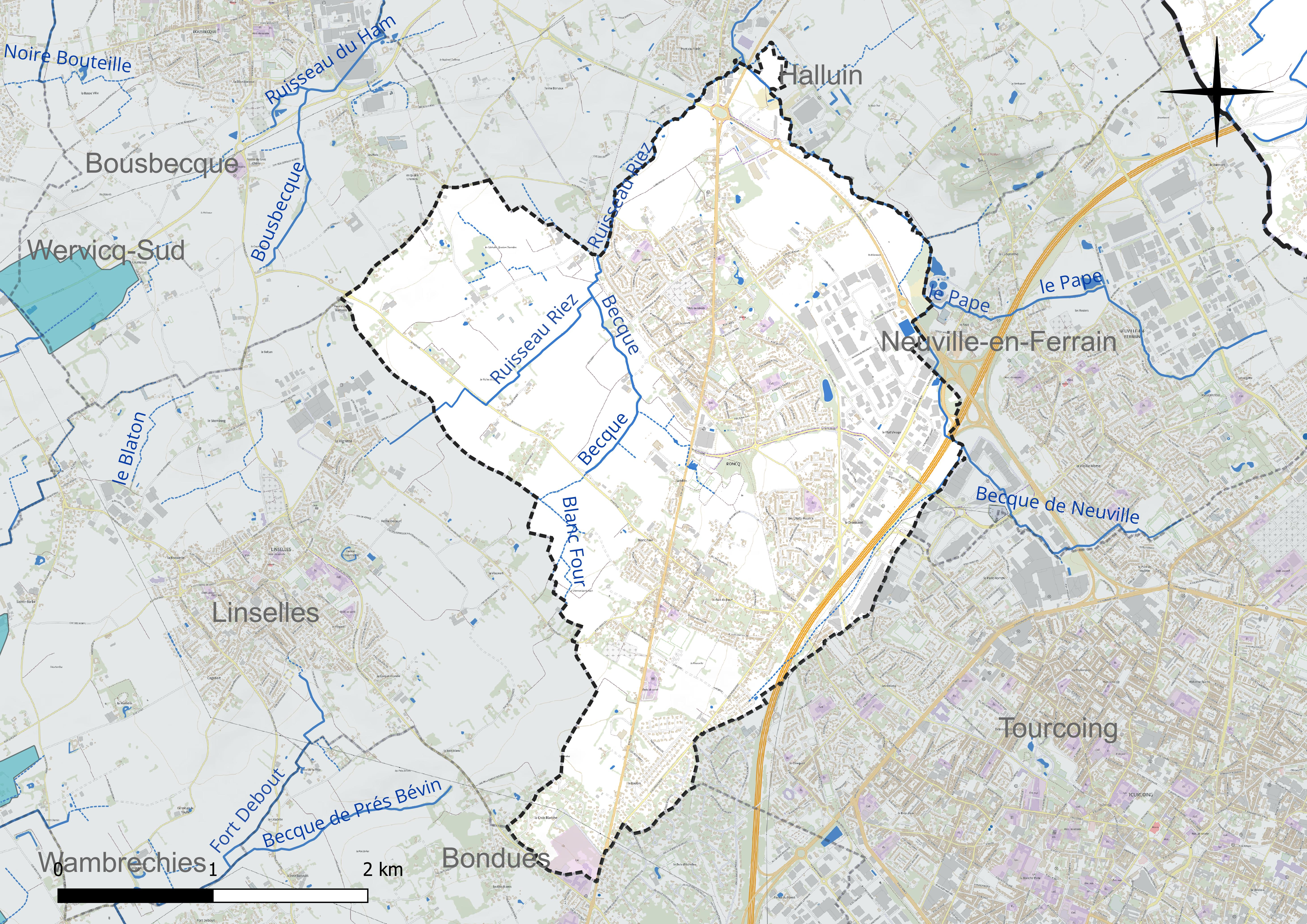
Réseau hydrographique de Roncq.

#### Gestion et qualité des eaux
Le territoire communal est couvert par le schéma d'aménagement et de gestion des eaux (SAGE) « Marque Deûle ». Ce document de planification concerne un territoire de 1 120 km2 de superficie, délimité par les bassins versants de la Marque et de la Deûle, formant une vaste cuvette sédimentaire de 40 km de long et de 25 km de large, où la pente est très faible. Le périmètre a été arrêté le 2 décembre 2005 et le SAGE proprement dit a été approuvé le 9 mars 2020. La structure porteuse de l'élaboration et de la mise en œuvre est la Métropole européenne de Lille.
La qualité des cours d'eau peut être consultée sur un site dédié géré par les agences de l'eau et l'Agence française pour la biodiversité.

### Climat
Pour des articles plus généraux, voir Climat des Hauts-de-France et Climat du Nord.
En 2010, le climat de la commune est de type climat océanique dégradé des plaines du Centre et du Nord, selon une étude du CNRS s'appuyant sur une série de données couvrant la période 1971-2000. En 2020, Météo-France publie une typologie des climats de la France métropolitaine dans laquelle la commune est exposée à un climat océanique et est dans la région climatique  Nord-est du bassin Parisien, caractérisée par un ensoleillement médiocre, une pluviométrie moyenne régulièrement répartie au cours de l'année et un hiver froid (3 °C).
Pour la période 1971-2000, la température annuelle moyenne est de 10,7 °C, avec une amplitude thermique annuelle de 14,2 °C. Le cumul annuel moyen de précipitations est de 668 mm, avec 11,6 jours de précipitations en janvier et 9,3 jours en juillet. Pour la période 1991-2020, la température moyenne annuelle observée sur la station météorologique la plus proche, située sur la commune de Lesquin à 18 km à vol d'oiseau, est de 11,3 °C et le cumul annuel moyen de précipitations est de 740,0 mm,. Pour l'avenir, les paramètres climatiques de la commune estimés pour 2050 selon différents scénarios d'émission de gaz à effet de serre sont consultables sur un site dédié publié par Météo-France en novembre 2022.

## Urbanisme

### Typologie
Au 1er janvier 2024, Roncq est catégorisée grand centre urbain, selon la nouvelle grille communale de densité à sept niveaux définie par l'Insee en 2022.
Elle appartient à l'unité urbaine de Lille (partie française), une agglomération internationale regroupant 60  communes, dont elle est une commune de la banlieue,,. Par ailleurs la commune fait partie de l'aire d'attraction de Lille (partie française), dont elle est une commune du pôle principal,. Cette aire, qui regroupe 201 communes, est catégorisée dans les aires de 700 000 habitants ou plus (hors Paris),.

### Occupation des sols
L'occupation des sols de la commune, telle qu'elle ressort de la base de données européenne d'occupation biophysique des sols Corine Land Cover (CLC), est marquée par l'importance des territoires artificialisés (53,9 % en 2018), en augmentation par rapport à 1990 (40,7 %). La répartition détaillée en 2018 est la suivante : 
terres arables (45 %), zones urbanisées (37,2 %), zones industrielles ou commerciales et réseaux de communication (16,7 %), zones agricoles hétérogènes (1,1 %). L'évolution de l'occupation des sols de la commune et de ses infrastructures peut être observée sur les différentes représentations cartographiques du territoire : la carte de Cassini (XVIIIe siècle), la carte d'état-major (1820-1866) et les cartes ou photos aériennes de l'IGN pour la période actuelle (1950 à aujourd'hui).

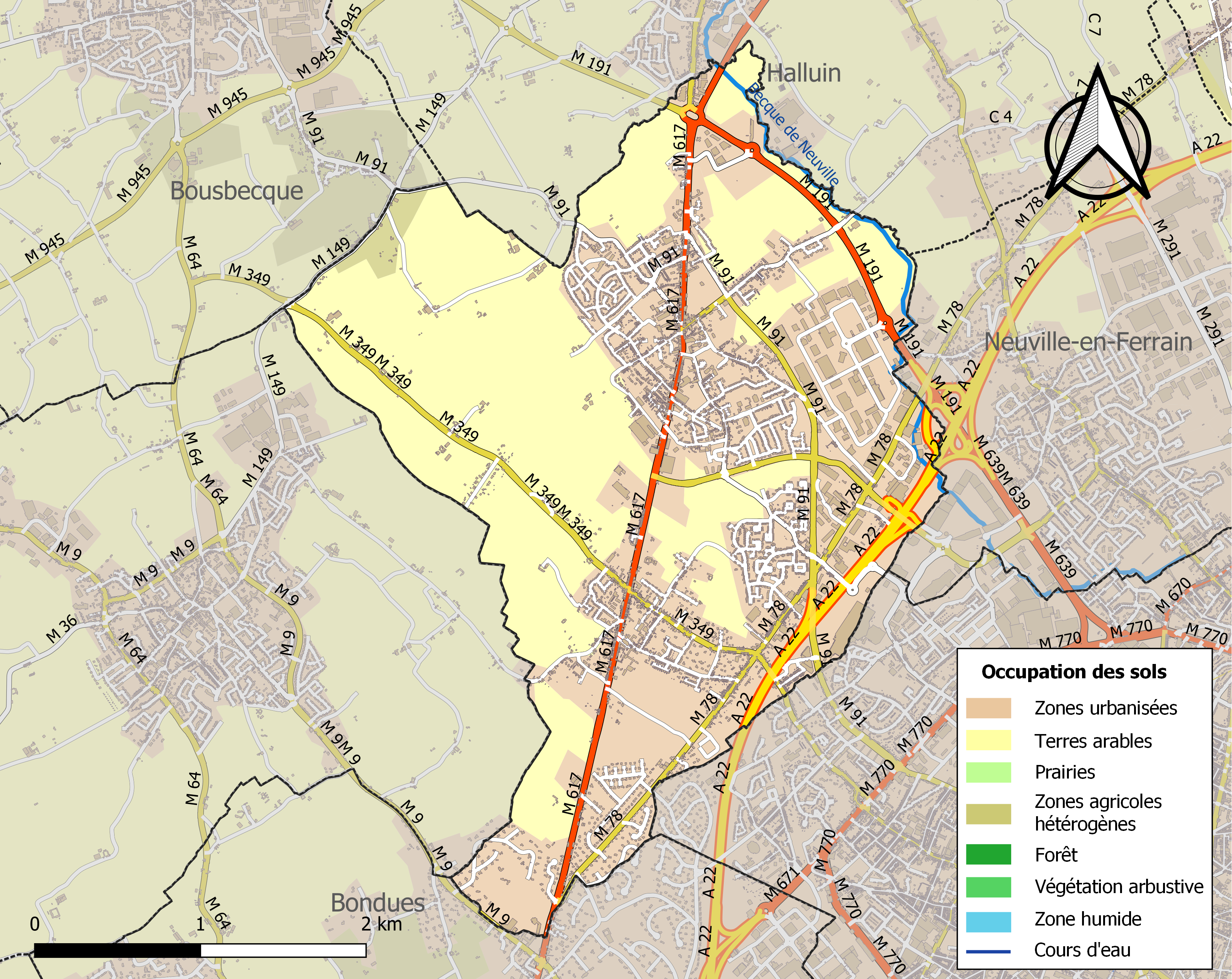
Carte des infrastructures et de l'occupation des sols de la commune en 2018 (CLC).

### Voies de communication et transports
La commune est desservie, en 2023, par les Lianes 4, 91 et 91 Express, les lignes 84, 87 et 904 du réseau Ilévia.

## Toponymie
Runch (1101-1105), Ronc (1209), Roncq (1793)[réf. nécessaire].

## Histoire

### Les origines
Elle est citée pour la première fois en 1055 sous l'orthographe "Runch". Le nom actuel apparaît en 1330 dans un registre de l'abbaye de Marquette.

### Moyen Âge
La paroisse de Roncq se situe dans le quartier du Ferrain, qui appartient à la châtellenie de Lille. Elle dépend du diocèse de Tournai et du chapitre de Saint-Pierre à Lille pour toute question matérielles.

#### XIIesiècle
Baudry, évêque de Tournai, donna au commencement du XIIe siècle, l'autel de Roncq au chapitre de Saint-Pierre de Lille. Cette donation fut confirmée par une bulle d'Eugène III en 1148. Le village de Roncq et son église eurent à souffrir des troupes françaises commandées par La Noue, en 1579. Le château seigneurial de ce village n'existe plus.

#### XVesiècle
Jean de Norrent, seigneur de Roncq, combat et trouve la mort à la bataille d'Azincourt en 1415.

### Epoque moderne

#### XVIesiècle
Au début de ce siècle, Georges de Hallewin en est le seigneur, mais en 1555 la seigneurie passe aux mains des Espagnols.
Les troupes françaises de La Noue, appelées en Flandre par le parti des Malcontents, campèrent à Roncq en 1579 et y commirent quelques désordres.

#### XVIIesiècle
En 1600, les Archiducs Albert et Isabelle sont accueillis par Charles de Croÿ, le seigneur des lieux.
En 1609, les habitants ont l'accord pour tisser des étoffes.
Au XVIIe siècle, la seigneurie de Ronq est détenue par les Cuvillon.
Vers 1650, Raphaël Cuvillon (vers 1620-1678), écuyer, est seigneur de Roncq. Fils de Pierre, écuyer, bourgeois de Lille seigneur de Weldricq (Vledricq) et de Marie Pollet, dame de Tinquette, né vers 1620, il devient bourgeois de Lille le 21 octobre 1658. Il achète le château de Roncq au Prince de Chimay, Albert de Croÿ (Maison de Croÿ), et devient seigneur de Roncq. Il meurt le 30 août 1678. Il prend pour femme à Lille le 7 avril 1657 Aldegonde Petitpas, fille de Guillaume II Petitpas, écuyer, seigneur de Warcoing, La Mousserie, et d'Isabeau Leuridan. Elle est baptisée à Lille le 19 janvier 1632. Raphaël Cuvillon et son épouse sont enterrés à Roncq,.
Jean-Robert Cuvillon (1665-1694), écuyer, est seigneur de Roncq, Vledrick, Crequillon, La Hamel. Fils de Raphaël, il est baptisé à Roncq le 27 décembre 1665, accède à la bourgeoisie de Lille le 19 mars 1689, est marguillier de La Madeleine, y meurt le 11 septembre 1694, est inhumé dans le caveau des marguilliers. Il épouse à Lille le 20 février 1689 Marie Isabelle de Wazières (1674-1700), âgée de moins de 15 ans, dame de Hollebecque, fille de Jean-André-François de Wazières (fief sur Wambrechies), chevalier, seigneur de Beaupré (sur Haubourdin), capitaine de cavalerie espagnole, bourgeois de Lille, échevin, mayeur et rewart (chargé de la police) de Lille, et de Marie Jeanne Henriette de Vicq. L'épouse est baptisée à Lille le 26 août 1674 et meurt à La Madeleine le 31 août 1700.
La ville devient française en 1668.

### Epoque contemporaine

#### XVIIIesiècle
Septembre 1768, la terre de Roncq devient comté sous le nom de comté de Wazières de Roncq par le Roi de France en faveur de Pierre-Auguste- Marie de Wazières, seigneur de Roncq et grand bailli de Lille,. La seigneurie de Roncq possède toute la justice seigneuriale, avec échevins et hommes féodaux.
La ville est envahie par les prussiens en 1792 et en 1793 la Bataille de Tourcoing touche la ville en 1794. Elle se soldera par une victoire française.
La population de Roncq en l'an était de 2578 habitants.
Entre 1750 et 1790, il y avait sur 292 mariages: 118 conjoints signant et 87 conjointes signant.
En 1789, il y avait sur 18 mariages: 7 conjoints signant et 5 conjointes signant.
Dans l'église de Roncq, figure le monument funéraire de la famille Wazières, seigneurs de Roncq. il est classé aux monuments historiques.
Parmi les seigneurs de Roncq au XVIIIe siècle, on relève :
Albert-François de Lannoy (1691-1719), chevalier, seigneur de La Deusle, bourgeois de Lille, devient seigneur de Roncq du fait de son mariage avec la fille de Jean-Robert Cuvillon, Madeleine-Françoise Cuvillon, dame de La Hamelle. Il est le fils de Jean-Baptiste-François-Olivier de Lannoy, chevalier, seigneur de Salomé, bourgeois de Lille, grand bailli de Furnes et de Françoise-Henriette de Tramecourt. Albert-François est baptisé à Lille le 8 août 1691, devient bourgeois de Lille le 17 octobre 1711 et meurt à Lille le 25 mars 1719,.
François-Eugène-Dominique de Wazières (1697-1775), écuyer, est seigneur de Roncq, du fait de sa femme. Il est le fils d'Eugène-Hyacinthe de Wazières, écuyer, seigneur de Beaupré, La Volandre, dit Le vicomte de Saint-Georges, capitaine au régiment d'Humières, bourgeois de Lille, et de Françoise de Lannoy. Il est baptisé à Lille le 4 août 1699, accède à la bourgeoisie de Lille le 21 juillet 1722 et meurt à Lille le 12 septembre 1775, à 78 ans. Il épouse le 3 octobre 1721 sa cousine germaine (la mère de l'épouse et le père de l'époux sont frère et sœur) Madeleine-Françoise Cuvillon, déjà évoquée ci-dessus, veuve de Jean-Baptiste-François-Olivier de Lannoy. Madeleine-Françoise Cuvillon nait vers 1693 et meurt le 6 février 1736. François-Eugène-Dominique de Wazières veut se remarier en 1748 avec Marie-Hélène Vincre, mais ce mariage fait scandale pour un motif religieux, puis est cassé. Marie-Hélène Vincre a été enfermée à la prison de Lille sur l'ordre du roi donné à Versailles le 23 décembre 1748.
Pierre-Auguste-Marie de Wazières (1725-1781) est seigneur de Roncq après son père François-Eugène-Dominique. Il détient plusieurs biens de la famille : Beaupré, la Volandre, Gheluwebrouck (marais de Geluwe?), Tilloy-les-Hermaville, Tonquelle, Sainte-Marie-Kerque, La Mutte Saint-Georges, Clairbourdin, Landsbrigghe, etc., dit Le Vicomte de Langlé et de Saint-Georges. Il est baptisé à Lille le 31 octobre 1725, accède à la bourgeoisie de Lille le 23 avril 1756, est nommé bailli d'Halluin de 1760 à 1779, grand bailli de Comines, député des États de la Flandre Wallonne, créé comte de Wazières de Roncq en septembre 1768. Il meurt à Paris le 6 décembre 1781, est enterré à Roncq. Il épouse d'abord à Béthune le 23 février 1756 Charlotte-Joseph-Ghislaine de Preudhomme d'Haillies, fille d'Antoine-Joseph, marquis de Verquigneul et de Catherine-Constance-Eugénie de Dion, née en 1732, morte à Lille le 15 février 1769. Il prend ensuite pour femme le 6 juin 1770 Marie-Thérèse de Carondelet, fille de Jean, baron de Noyelles, et de Marie-Bernardine de Rasoir, née en 1738, morte à Boulogne-sur-Mer le 16 août 1820.

## XIXesiècle
- La population de Roncq en 1830 était de 2853 habitants dont 392 indigents et 30 mendiants.
- En ce milieu du XIXe siècle, il y avait à Roncq : 2 brasseries, 1 fabrique de sucre de betteraves, 3 moulins à huile et 3 moulins à blé.
- La principale industrie des habitants consistait dans la préparation et le commerce du lin.
- Sur une superficie communale de 1 047 hectares, il y avait : 830 ha en labours; 149 ha en vergers ; 16 ha en prés ; 2 ha en bois ; 1 ha en étangs ; 11 ha en propriétés bâties ; 33 ha en routes et chemins et 1 ha en terrains incultes.
- La culture principale était le blé. Les autres cultures étaient : l'orge, le seigle, le colza, l'avoine, les fèves, les navets, les choux-cavaliers, les betteraves, les pommes de terre, les carottes, les olliettes, la cameline, le lin et le tabac[31].

## Héraldique
| Blason de Roncq | Les armes de Roncq se blasonnent ainsi :"D'argent aux trois lionceaux de sables armés et lampassés de gueules." |

## Économie
Au début du XIXe siècle l'activité principale de la ville est la fabrication de la toile de lin mais cette activité est touchée par la concurrence anglaise qui travaille avec de la matière première moins coûteuse importée de Russie. Les filatures modernes se développent à Roubaix et Tourcoing ce qui est fatal à la ville.
La commune de Roncq accueille un des plus gros hypermarchés de France (Auchan Roncq réalise un CA de 233 100 000 €uros est se classe 3e en France en 2017), ainsi que le Centre International de Transports, importante zone industrielle et logistique située au Nord-Est du bourg et qui accueille de nombreuses entreprises ainsi que les équipements de services d'accompagnement.

## Population et société

### Démographie

#### Évolution démographique
L'évolution du nombre d'habitants est connue à travers les recensements de la population effectués dans la commune depuis 1793. Pour les communes de plus de 10 000 habitants les recensements ont lieu chaque année à la suite d'une enquête par sondage auprès d'un échantillon d'adresses représentant 8 % de leurs logements, contrairement aux autres communes qui ont un recensement réel tous les cinq ans,.

En 2022, la commune comptait 13 873 habitants, en évolution de +2,95 % par rapport à 2016 (Nord : +0,51 %, France hors Mayotte : +2,11 %).
| 1793  | 1800  | 1806  | 1821  | 1831  | 1836  | 1841  | 1846  | 1851  |
| ----- | ----- | ----- | ----- | ----- | ----- | ----- | ----- | ----- |
| 2 910 | 2 513 | 2 575 | 2 731 | 2 935 | 3 098 | 3 133 | 3 378 | 3 637 |

| 1856  | 1861  | 1866  | 1872  | 1876  | 1881  | 1886  | 1891  | 1896  |
| ----- | ----- | ----- | ----- | ----- | ----- | ----- | ----- | ----- |
| 4 241 | 4 948 | 5 479 | 5 490 | 5 825 | 5 716 | 6 104 | 6 734 | 6 726 |

| 1901  | 1906  | 1911  | 1921  | 1926  | 1931  | 1936  | 1946  | 1954  |
| ----- | ----- | ----- | ----- | ----- | ----- | ----- | ----- | ----- |
| 6 678 | 6 542 | 6 507 | 5 950 | 6 237 | 6 573 | 6 812 | 6 787 | 7 097 |

| 1962  | 1968  | 1975   | 1982   | 1990   | 1999   | 2006   | 2011   | 2016   |
| ----- | ----- | ------ | ------ | ------ | ------ | ------ | ------ | ------ |
| 7 536 | 7 820 | 10 756 | 11 725 | 12 035 | 12 705 | 12 892 | 13 108 | 13 475 |

| 2021   | 2022   | - | - | - | - | - | - | - |
| ------ | ------ | - | - | - | - | - | - | - |
| 13 784 | 13 873 | - | - | - | - | - | - | - |

#### Pyramide des âges
La population de la commune est relativement jeune.
En 2018, le taux de personnes d'un âge inférieur à 30 ans s'élève à 36,1 %, soit en dessous de la moyenne départementale (39,5 %). À l'inverse, le taux de personnes d'âge supérieur à 60 ans est de 24,4 % la même année, alors qu'il est de 22,5 % au niveau départemental.
En 2018, la commune comptait 6 219 hommes pour 7 142 femmes, soit un taux de 53,45 % de femmes, légèrement supérieur au taux départemental (51,77 %).
Les pyramides des âges de la commune et du département s'établissent comme suit.
| Hommes | Classe d’âge | Femmes |
| ------ | ------------ | ------ |
| 0,4    | 90 ou +      | 1,1    |
| 5,7    | 75-89 ans    | 8,5    |
| 15,7   | 60-74 ans    | 17,0   |
| 21,6   | 45-59 ans    | 20,6   |
| 18,8   | 30-44 ans    | 18,3   |
| 18,0   | 15-29 ans    | 16,5   |
| 19,8   | 0-14 ans     | 18,1   |

| Hommes | Classe d’âge | Femmes |
| ------ | ------------ | ------ |
| 0,5    | 90 ou +      | 1,4    |
| 5,3    | 75-89 ans    | 8,1    |
| 14,8   | 60-74 ans    | 16,2   |
| 19,1   | 45-59 ans    | 18,4   |
| 19,5   | 30-44 ans    | 18,7   |
| 20,7   | 15-29 ans    | 19,1   |
| 20,2   | 0-14 ans     | 18     |

## Lieux et monuments

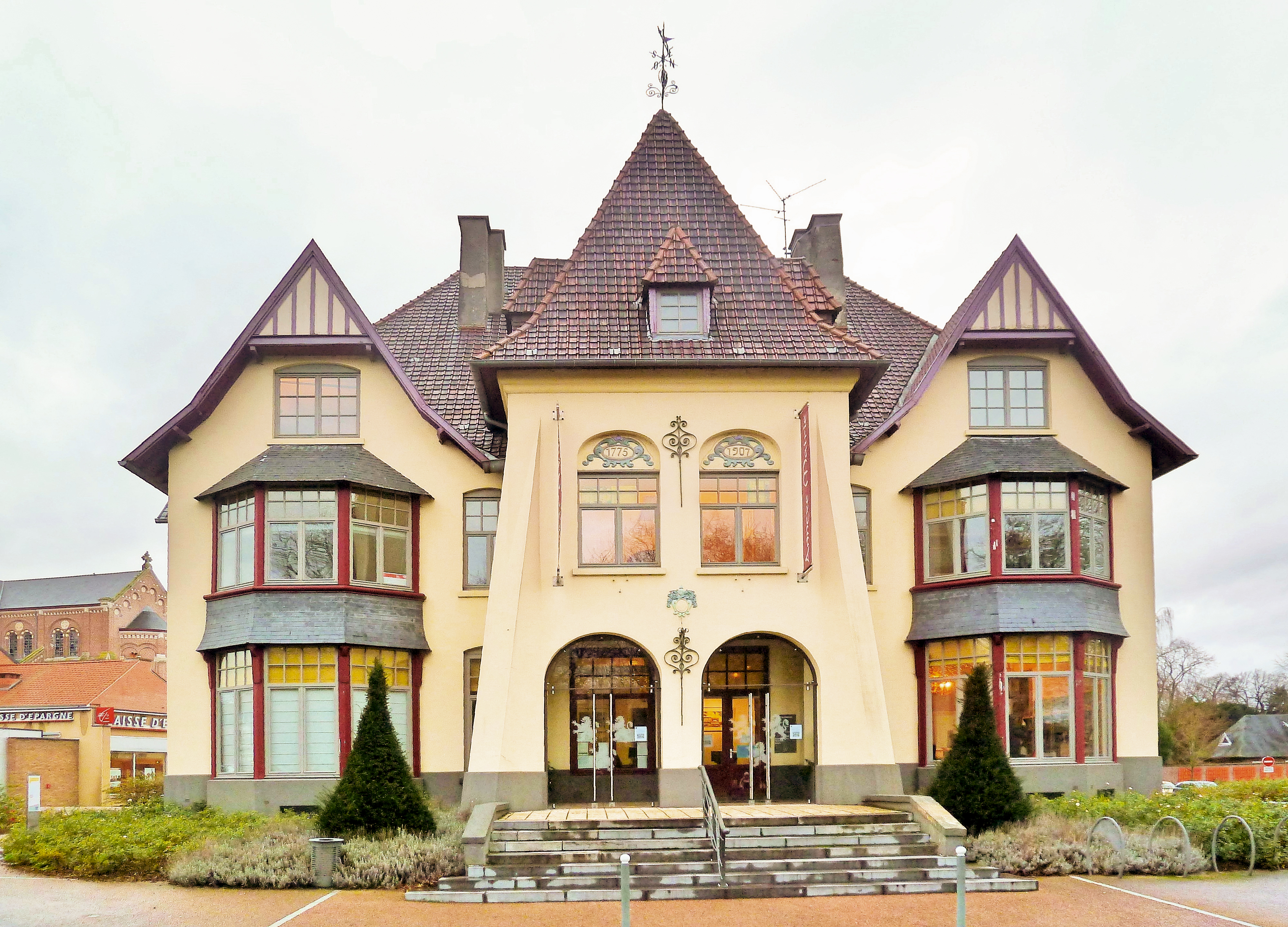
Mairie annexe de Roncq

- l'annexe-mairie située rue Jules Cornard
- Le monument aux morts situé dans le cimetière du centre.

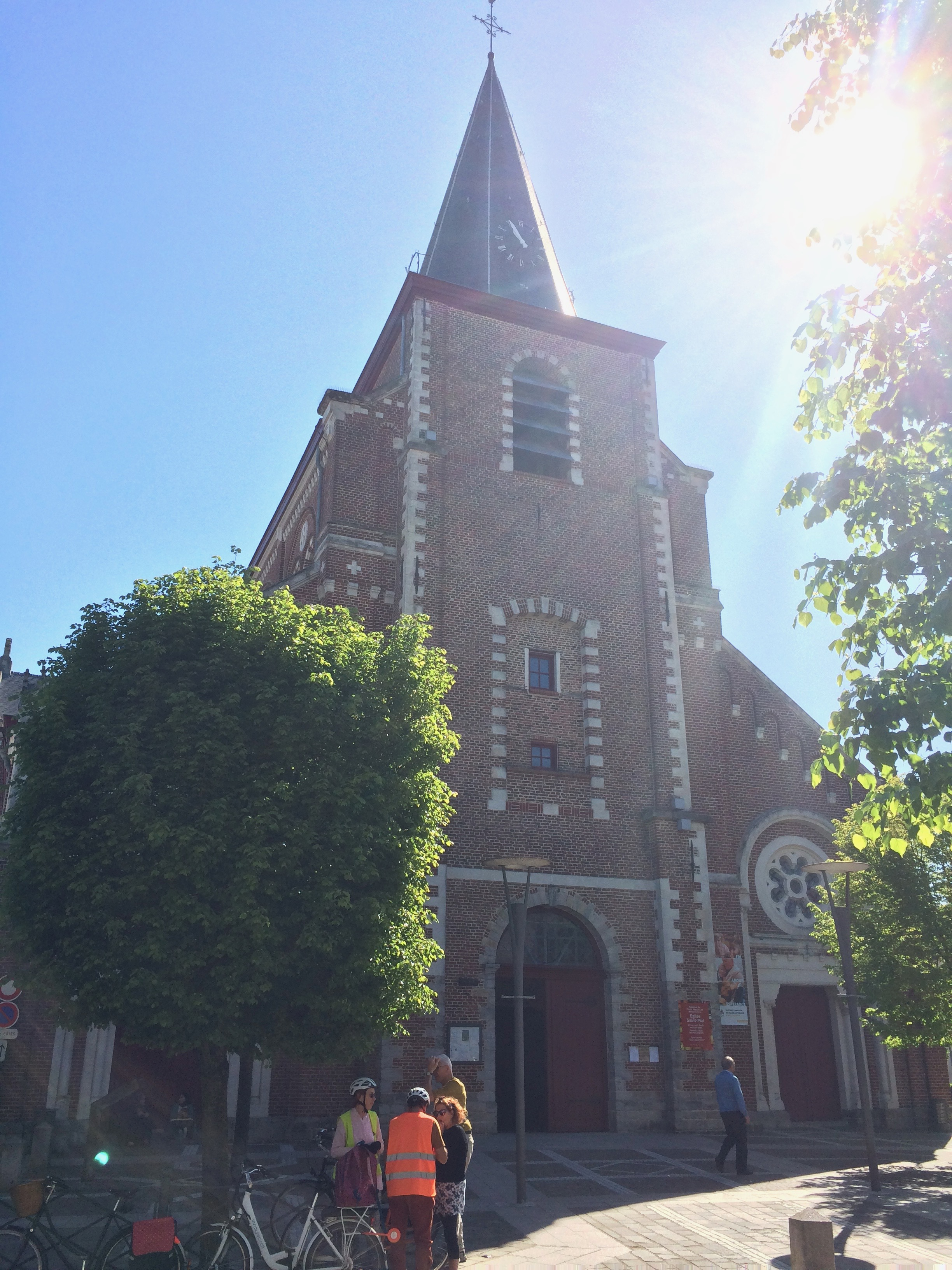
Façade de l'église St Piat

- Façade de l'église St PiatÉglise Saint-Piat (1787 et de 1868 à 1874), elle fut détruite puis reconstruite par l'architecte tourquennois Charles Maillard. Elle était trop petite pour accueillir le grand nombre de paroissiens. Elle renferme des pierres tombales néo-romanes.L'église St Piat depuis la placeÉglise Saint-Roch

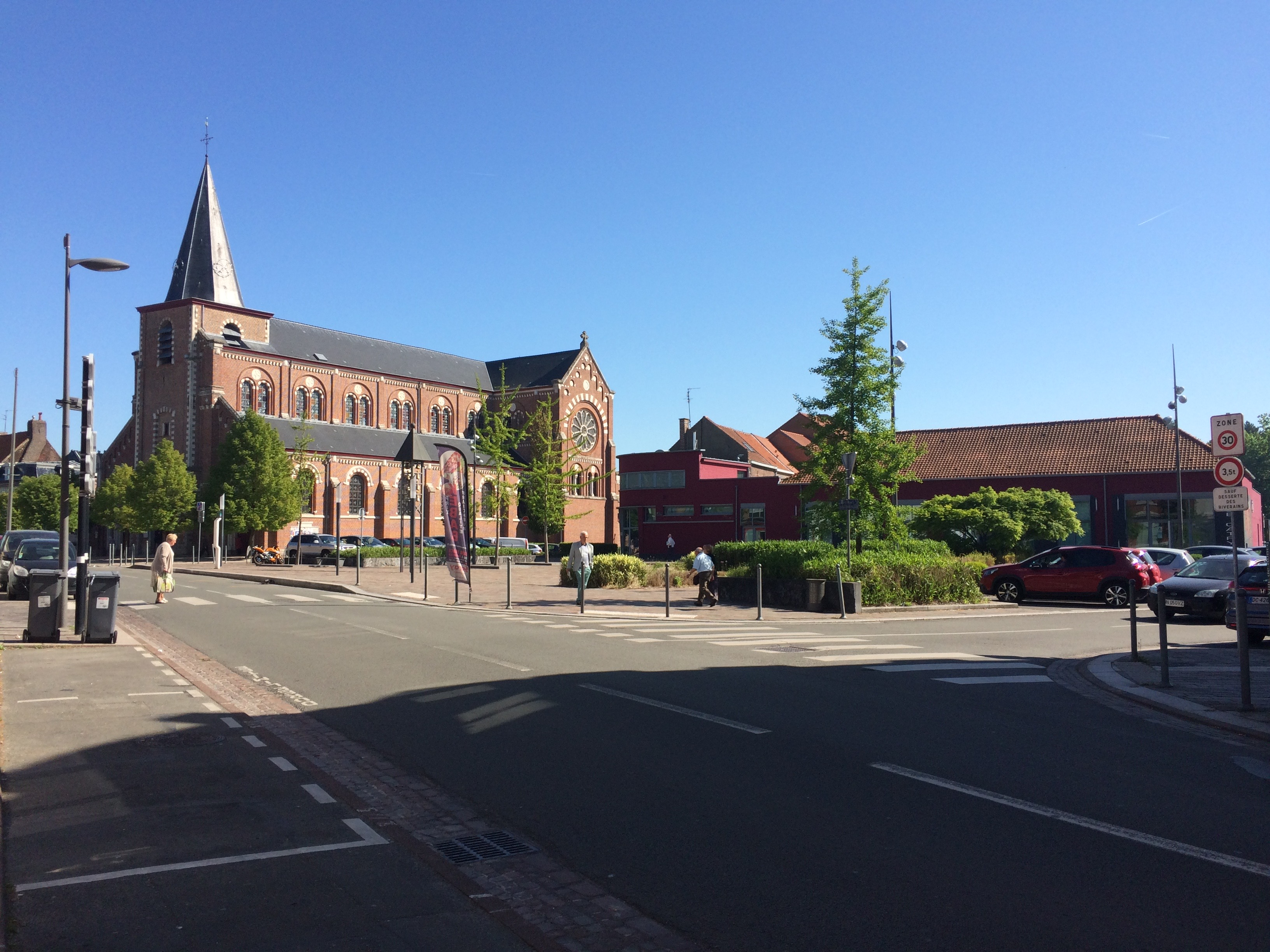
L'église St Piat depuis la place

- Chapelle Notre-Dame de l'Esprit Saint - Bâtie en 1988 par Monsieur André Lemahieu, également sculpteur de la statue de la Vierge Marie qui s'y trouve. Elle est située rue de la Briquetterie[41].
- Chapelle Notre-Dame des Champs - Reconstruction à l'identique d'une chapelle plus ancienne dont l'origine est située vers 1711 et qui servait de halte lors de la procession des rogations. Elle a été consacrée en aout 1988, à la fête de l'assomption. La statue qui s'y trouve est une œuvre du sculpteur André Lemahieu. Elle est située au carrefour de la rue de Latte et du Boulevard d'Halluin[41],[42].
- Chapelle Notre-Dame de Grâce -  Plus que centenaire, cette chapelle a été en partie détruite par un camion en 1970 et rénovée. Elle se situe au Blanc Four[43].
- Le château Tiberghien que fit construire en 1910 l'industriel textile de Tourcoing Louis Motte-Tiberghien dans un parc de 6 hectares. La propriété est achetée par la ville en 1946 et cette grande villa devient la mairie puis en 1975 l'école de musique.

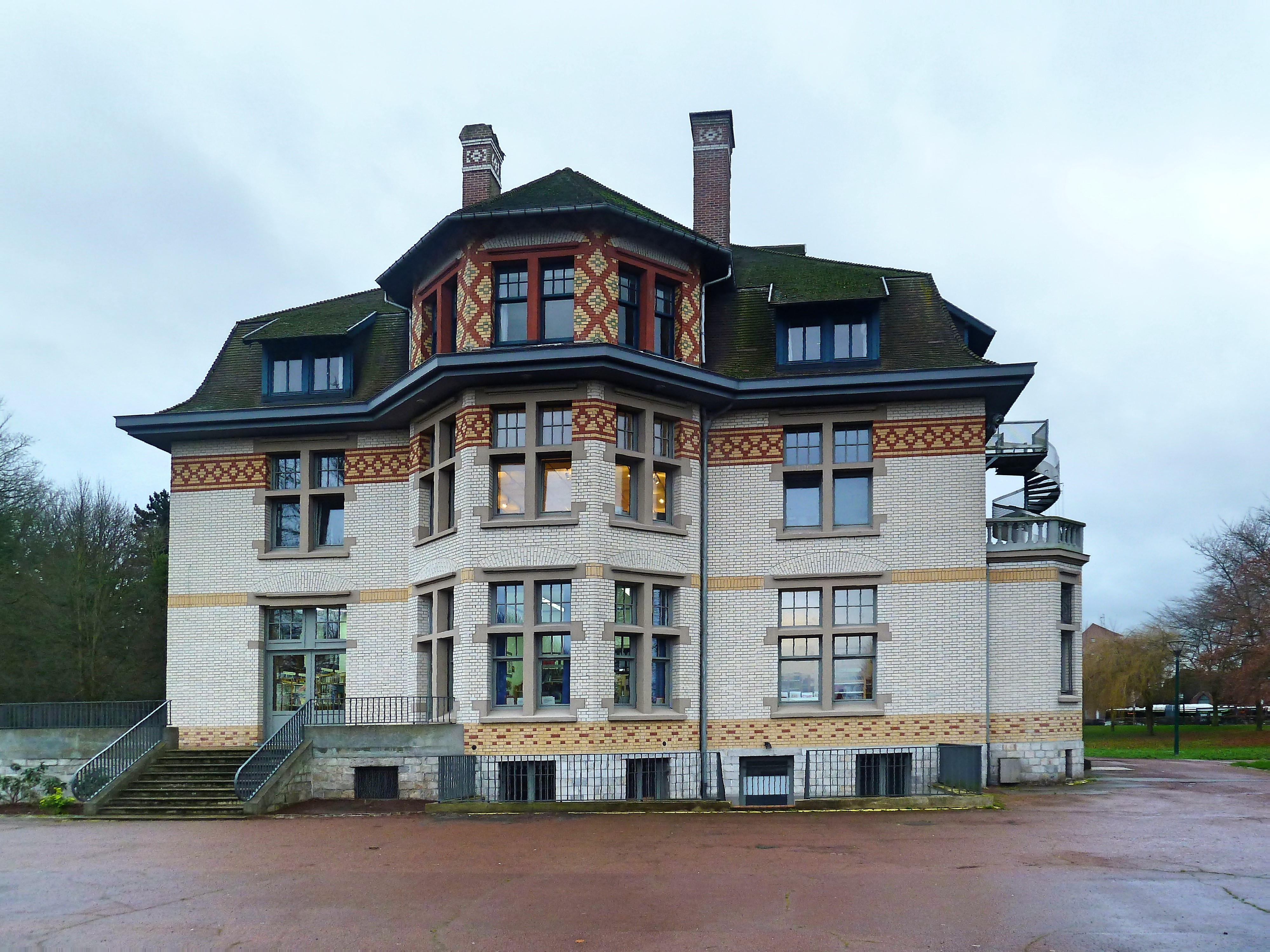
L'école de Musique
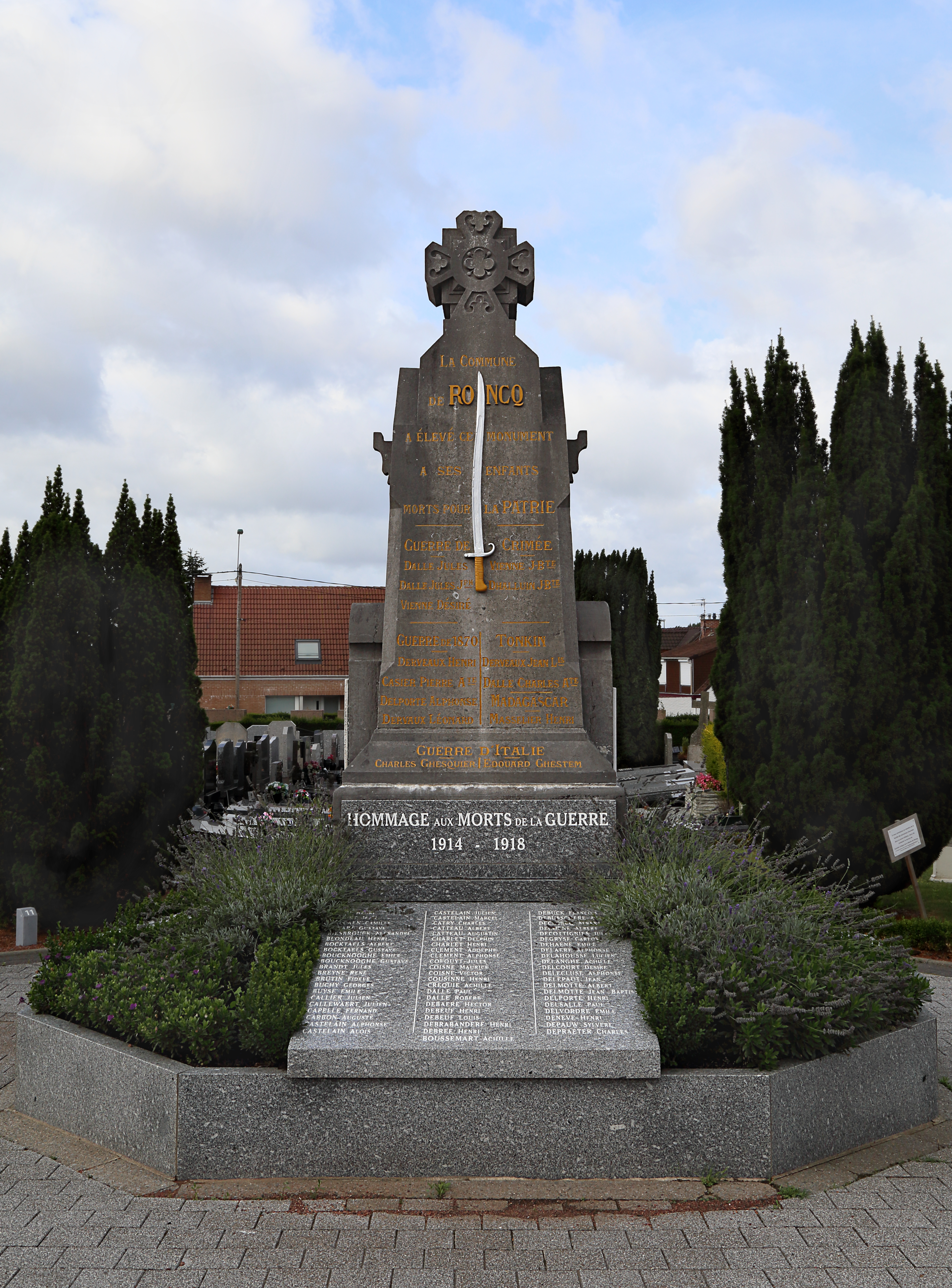
Le monument aux morts.

## Personnalités liées à la commune
- Jules Leurent (1813-1883), industriel et homme politique né à Roncq, député du Nord.
- Henri Bouckaert, (1870-1912), rameur, champion olympique aux Jeux de Paris 1900 y est né.
- Yohan Cabaye, (1986-), footballeur international français.
- Maurice Laverseyn, (1878-1971), Aumônier de l'Ordre équestre du Saint-Sépulcre de Jérusalem, Camérier secret de Sa Sainteté, Prélat de Sa Sainteté et Chanoine honoraire du Saint-Sépulcre.
- Vincent Ledoux (1966-), homme politique, député de la Dixième circonscription du Nord.

## Jumelages
Au 29 septembre 2023, Roncq est jumelée avec :
- Todmorden (Royaume-Uni) depuis 1981 ;
- Sélinkegny (Mali) depuis 1988 ;
- Delbruck (Allemagne) depuis 1991.

## Culture
- La fête des madeleines (mars-avril) Supprimé en 2009
- La fête des moissons, supprimé également
- Deux marché aux puces en mai et en octobre
- Un cinéma de quartier associatif (Cinéma Gérard Philipe)
- L'événement musical "musique sous les étoiles" (fin juin) aux anciennes écuries. Supprimé en 2015
- L'événement musical jazz "Roncq nuit bleue" (début mai). Supprimé en 2014.
- La fête de l'école de musique (mi-mars)
- Une bibliothèque et artothèque municipale
- Une école de musique
- Exposition de voiture "La Rétromécanic".
- Création d'un pôle culture dénommé "La Source"

## Gastronomie
- Le Crayeux de Roncq est un fromage produit à la ferme du Vinage, à Roncq.
- L'hippo est la bière roncquoise

## Pour approfondir